# Нилфорушан, Аббас
Аббас Нилфорушан (перс. عباس نیلفروشان‎; 1966 — 27 сентября 2024) — иранский бригадный генерал Корпуса стражей исламской революции (КСИР), который служил заместителем по операциям КСИР. Он начал свою военную деятельность в 1980 году в Басидж, затем присоединился к КСИР и был членом этой организации на протяжении всей ирано-иракской войны.
27 сентября 2024 года, находясь в главном штабе шиитской исламистской вооружённой организации «Хезболла» в Бейруте, Ливан, он был убит израильским авиаударом вместе с лидером «Хезболлы» Хасаном Насраллой.

## Биография
Аббас Нилфорушан родился в Исфахане, Иран, в 1966 году. В возрасте 14 лет он добровольно вступил в ряды Басидж и отправился на западный, а затем и на южный фронты ирано-иракской войны. [чего?] Во время ирано-иракской войны (1980—1988) служил на различных должностях в 14-й дивизии имама Хоссейна и 8-й бронетанковой дивизии Наджафа Ашрафа, в том числе как командир взвода, командир роты, командир батальона, командир оси и заместитель командира по операциям 8-й дивизии Наджафа под командованием Ахмада Каземи.
Ранее его военная карьера включала такие должности, как заместитель командующего операциями сухопутных войск КСИР, командующий Командно-штабным колледжем КСИР, заместитель главнокомандующего КСИР в штабе имама Хусейна, исполнительный заместитель КСИР и заместитель командующего операциями КСИР во время пребывания бригадного генерала Мохаммада Резы Захеди. Он занимал должность заместителя командующего операциями КСИР с 2019 года и имел 5-летний опыт службы в Ливане и Сирии.
Нилфорушан занимал должность заместителя по операциям сухопутных войск КСИР с 2005 по 2007 год. С 2010 по 2014 год он работал командиром Командно-штабного колледжа КСИР, а с 2019 года он был заместителем по операциям КСИР. 26 октября 2022 года Министерство финансов США и Государственный департамент совместно ввели санкции против Нилфорушана за его роль в подавлении протестов в Иране.
В 2024 году находился в Ливане в должности командующего силами «Кудс», играющих решающую роль в вооружении и координации подконтрольных Ирану сил по всему Ближнему Востоку, и, в первую очередь, «Хезболлы».
27 сентября 2024 года во время своего пребывания в главном штабе шиитской исламистской вооружённой организации «Хезболла» в Бейруте, он был убит израильским авиаударом вместе с лидером «Хезболлы» Хасаном Насраллой.

### Комментарии
1. ↑  «Хезболла» признана террористической организацией в США[3], Великобритании[4], Канаде[5], Австралии[6], Нидерландах[7], Чехии[8], Германии[9][10], Австрии[8], Швейцарии[8], Эстонии[11], Литве[12], Сербии[13], Словении[14], Израиле[15], Аргентине[16][17], Колумбии[18], Гватемале[19], Гондурасе[18][20] и Парагвае[21]. Её военное крыло также признано террористической организацией в ЕС[22], Франции[23], Новой Зеландии[24] и Республике Косово[25].